# Pejorativo
Um pejorativo (também chamado de termo depreciativo, um insulto ou um termo de depreciação) é uma palavra ou forma gramatical que expressa uma conotação negativa ou uma opinião baixa de alguém ou algo, mostrando falta de respeito ou desapreço por alguém ou algo, geralmente usando linguagem ofensiva sem o consentimento de quem se é referido. Também é usado para expressar escárnios, críticas, hostilidade ou desprezo. Às vezes, um termo é considerado pejorativo em alguns grupos sociais ou étnicos, mas não em outros, ou pode ser originalmente pejorativo e, eventualmente, ser adotado em um sentido não pejorativo (ou vice-versa) em alguns ou em todos os contextos.
A palavra pejorativo é derivada do particípio passado do latim tardio de peiorare, que significa "piorar", do peior "pior".